# Costești (okręg Gorj)
Costești – wieś w Rumunii, w okręgu Gorj, w gminie Aninoasa. W 2011 roku liczyła 1033 mieszkańców.